# Erythroxylum argentinum
Erythroxylum argentinum es una especie de planta perteneciente a la familia Erythroxylaceae. Se distribuye en Argentina, Bolivia y Brasil. La especie contiene el alcaloide cocaína.

## Taxonomía
Erythroxylum argentinum fue descrita por el botánico alemán Otto Eugen Schulz y la descripción publicada en Das Pflanzenreich IV. 134 (Heft 29): 99 en 1907.